# Fossemanant
Fossemanant település Franciaországban, Somme megyében. Lakosainak száma 101 fő (2022. január 1.). Fossemanant Nampty, Prouzel és Ô-de-Selle községekkel határos.

## Népesség
A település népességének változása:
| Lakosok száma | 101  | 96   | 100  | 93   | 95   | 96   | 98   | 99   | 101  |
|               | 2013 | 2015 | 2016 | 2017 | 2018 | 2019 | 2020 | 2021 | 2022 |